# Unificació italiana

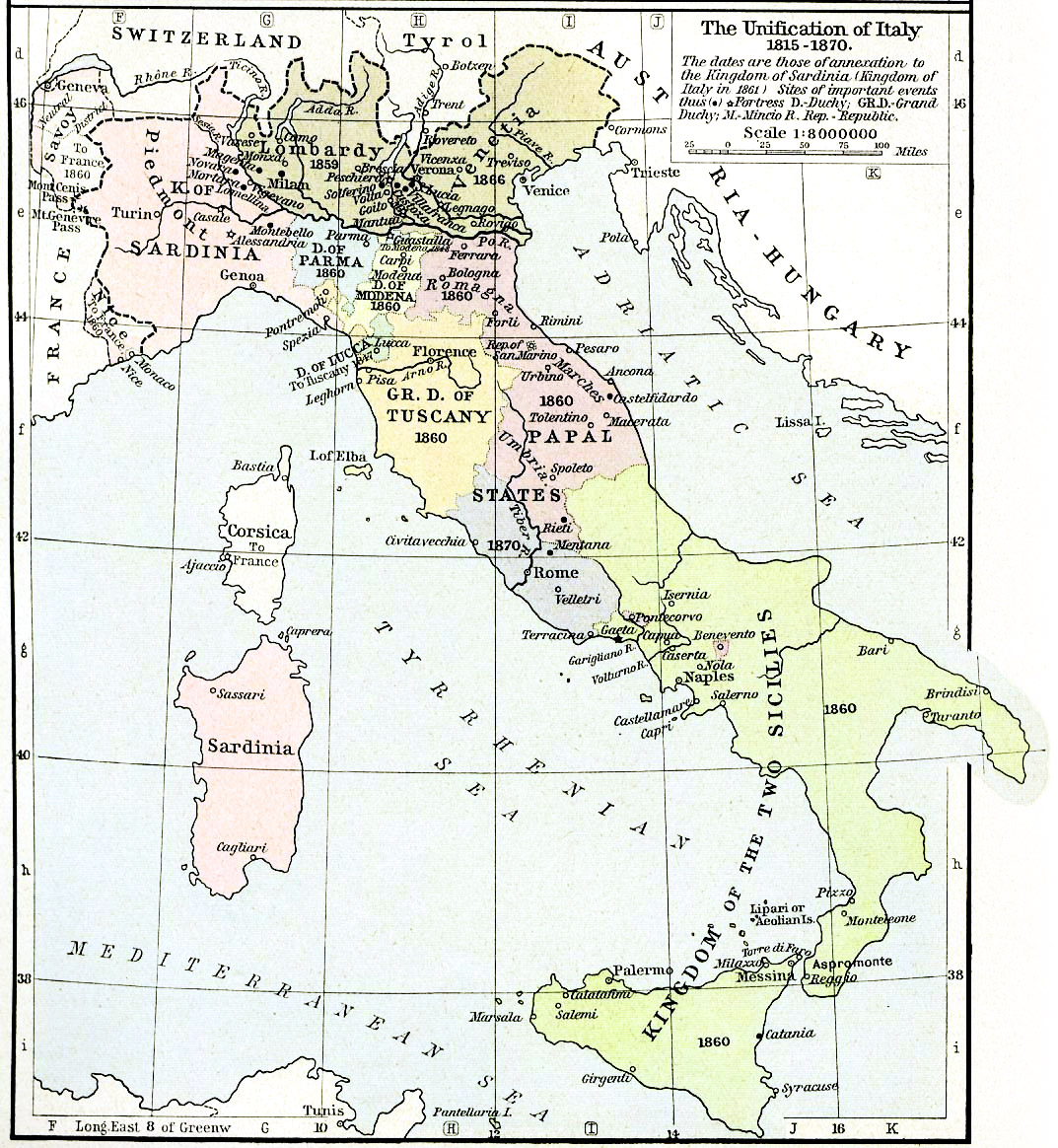
La unificació italiana.

Procés de la unificació d'Itàlia

La unificació italiana (en la historiografia italiana Unità d'Italia o l'Unità per antonomàsia) fou, en sentit estricte, el procés mitjançant el qual, entre 1859 i 1870, foren unificats els diversos estats en què s'estructurava la península Itàlica (i illes del voltant) per tal de crear l'actual Estat italià; en la pràctica consistí en l'annexió de tots al nucli impulsor del procés, Piemont-Sardenya (oficialment "Regne de Sardenya"), esdevingut Regne d'Itàlia el 17 de març de 1861 sota la dinastia de Savoia, que era d'origen tan extraitàlic com totes les dinasties reputades "no italianes" (els Habsburg i els Borbó, especialment).
En un sentit més ampli s'anomena  Risorgimento (?·pàg.) (traduïble en català com a Ressorgiment o Renaixement) el moviment polític, cultural i social que difongué el nacionalisme romàntic panitalià i promogué la unificació política; Risorgimento és, així mateix, en la historiografia italiana, el període que cobreix entre 1815 i 1870, aproximadament, i inclou el procés concret d'unificació estatal.
Si el terme unificació italiana es pot considerar, fins a cert punt, merament descriptiu, Risorgimento fou encunyat coetàniament pels nacionalistes italians, segons els quals la pèrdua de la unitat política peninsular en dissoldre's l'Imperi Romà d'Occident (476 a.n.e.) havia comportat una "decadència" d'Itàlia, però la unificació estatal en comportaria el renaixement (rinascita). Aquesta ideologia, doncs, donava per descomptat que "Itàlia" era una nació, caracteritzada per la unitat de llengua i cultura, i també que ja ho era al segle v.
Aquest moviment s'ha d'entendre en el context cultural del Romanticisme i l'aplicació de la ideologia nacionalista, que busca la identificació de nació i estat, en aquest cas en un sentit centrípet (vegeu irredemptisme).
També s'han adduït com a causes del Risorgimento el paper conspirador de la maçoneria o els interessos de diferents potències europees, i concretament d'Anglaterra, interessada a crear una força antagonista a la seva principal rival, França.
Alguns historiadors també interpreten el procés com la conquesta de l'aristocràtica Itàlia meridional (Nàpols, Sicília), que era l'Estat més industrialitzat de la península i el tercer d'Europa, per part de la Itàlia del nord (vall del Po), influenciada per potències europees com França i Àustria (segons aquests historiadors, el procés també es pot interpretar en el sentit que el nord va parasitar el sud, impedint-ne el desenvolupament i propiciant l'emigració i la perpetuació de la seva situació social.).
Historiadors com Benedetto Croce veuen el procés com la culminació del Renaixement italià, interromput per les invasions franceses i espanyoles de la Itàlia del segle xvi. Aquest renaixement nacional va arribar a totes les regions habitades per italians (inclosa Sicília), i més endavant, ja al segle xx, a Ístria i Dalmàcia, reivindicades per l'irredemptisme italià.
En qualsevol cas, finalment el procés el va conduir la casa de Savoia, que regnava al Piemont, i principalment el primer ministre, el comte de Cavour, en detriment de les intervencions «republicanes» de personatges notables com Mazzini o Garibaldi, al llarg de complicades vicissituds lligades a l'equilibri europeu (intervencions de França i Àustria), que van culminar amb la incorporació de l'últim reducte dels Estats Pontificis, el 1870. El nou Regne d'Itàlia va continuar reivindicant alguns territoris fronterers, especialment amb l'imperi Austrohongarès (Trieste i el Trentino), en unes reclamacions que es van resoldre parcialment el 1919 després de la Primera Guerra Mundial (Tractat de Saint-Germain-en-Laye i expedició de Gabriele D'Annunzio).

## Rerefons històric
El Risorgimento italià prové idealment en origen de diferents tradicions històriques.

### Imperi Romà i Edat mitjana
Durant l'edat augusta Itàlia fou organitzada en un sistema administratiu distint del típic de les provínciesi esdevingué el punt privilegiat de l'Imperi: els seus habitants lliures eren ciutadans romans, exemptes dels impostos directes, excepte el nou impost sobre l'herència creat per finançar les necessitats militars. Itàlia estava dotada d'una densa xarxa de carreteres i moltes instal·lacions públiques (evergetisme d'August).
Els privilegis concedits per Roma a Itàlia, fins al punt de fer-ne una mena de metròpoli en comparació amb les altres províncies de l'imperi, tenien les seves arrels en la més antiga política d'expansió romana, que mitjançant l'aprofitament de substrat cultural i lingüístic comú característic de molts pobles itàlics (llatins, oscs, faliscs, umbres, etc.) i els vènets, assimilava doncs en la mateixa koiné també els altres pobles de la regió italiana (ligurs, etc.).
Amb la caiguda de l'Imperi Romà d'Occident, la unitat territorial de la península no vingué a menys ni tan sols amb el regne dels ostrogots, la primera de moltes oportunitats perdudes a l'Edat mitjana de fer néixer a Itàlia una consciència nacional com a la inversa va passar en altres països europeus, ni després de la intervenció directa de l'emperador romà d'Orient Justinià I i posterior guerra gòtica (535-554). Aquesta unitat es va trencar amb la invasió llombarda i la consegüent partició de la península.
El longobards inicialment tendiren a romandre separats de les poblacions sotmeses tant en l'àmbit polític com a nivell militar, però amb el temps cada vegada més acabaren per barrejar-se amb el component llatí i van tractar, segons l'exemple romà i ostrogot, de reunificar la península per donar una base nacional al seu regne.
Aquest intent va fracassar a causa de la intervenció dels francs cridats per Adrià I, en un guió típic destinat a repetir-se en els propers segles, que veu com el Papa tracta, tant com sigui possible, d'evitar l'aparició d'un poder enemic en sòl italià que podria comprometre la seva autonomia.
Abans de la conquesta franca de fet, el Regnum Langobardorum s'identificava amb la major part de la Itàlia peninsular i continental i els mateixos reis longobards del segle vii, no es consideraven només reis del longobards, sinó dels dos pobles (longobards i itàlics de llengua llatina) posats sota la seva sobirania en els territoris no romans d'Orient i de tot Itàlia (Dei rex totius Italiae). El vencedors foren per tant gradualment romanitzats, i abraçaren la cultura dels vençuts gràcies a l'acceptació del llatí com a única llengua escrita de l'Estat i com a instrument de comunicació privilegiat a nivell jurídic i administratiu.
Durant el període longobard, a continuació de la Donació de Sutri es va formar el primer nucli dels Estats Pontificis: el Patrimonium Sancti Petri, primer nucli territorial sobre el qual s'estendrà el poder temporal de l'Església fins al 1870.
Els francs, a partir de la segona meitat del segle viii, tractaren de reconstituir l'Imperi amb Carlemany: aquesta temptativa prengué cos definitivament un segle i mig més tard, amb un sobirà germànic: Otó I de Saxònia. El Regne d'Itàlia estava lligat a aquesta gran organització estatal per vincles de vassallatge, dels quals en va tractà d'escapar-se. Les més cèlebres d'aquestes temptatives foren la de Berenguer de Friül (850-924),i després la d'Arduí d'Ivrea (955-1015), personatges considerats per la historiografia nacionalista com a precursors dels patriotes del Risorgimento. Arduí, pels volts de l'any 1000, recolzat per la noblesa laica del nord d'Itàlia, conduí algunes campanyes militars per alliberar Itàlia de la tutela germànica.

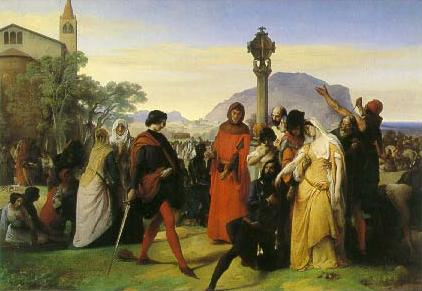
Francesco Hayez: Les vespres sicilianes (1846) aquest quadre constitueix un dels clàssics exemples d'obres pictòriques del Risorgimento, que emmascaraven sota la representació d'esdeveniments del passat, l'ideal de conspiració i lluita contra l'estranger.

En els primers segles després del primer mil·lenni, el mateix desig d'autonomia i llibertat va conduir a un notable desenvolupament de les Repúbliques Marítimes (Amalfi, Gènova, Pisa i Venècia), i després de les lliures comunes del poble, la qual va afavorir aquella reactivació de l'economia i totes les arts que arribà al Renaixement, i que fou anticipada pel renaixement religiós que es va produir al segle xiii amb les figures de Joaquim de Fiore i Francesc d'Assís.
Si bé durant l'alta edat mitjana el sentiment nacional italià es manté encara molt a l'ombra, i pren part en la contesa entre les dues potències de l'època, el papat i l'Imperi, amb qui es van aliar, respectivament güelfs i gibel·lins, aquest començà a emergir lentament, alimentant-se sobretot del record de la grandesa de Roma, i trobant en la identitat religiosa representada per l'Església, idealment hereva de les institucions romanes, un sentiment de pertinença comú.
La victòria a la batalla de Legnano, lliurada per la Lliga Llombarda contra l'emperador Frederic Barba-roja (1176), i la revolta de les Vespres Sicilianes contra la temptativa del rei de França de sotmetre Sicília (1282), estaran absents en particular de la retòrica romàntica vuitcentista com a símbol del primer despertar d'una consciència de pàtria.
Mentrestant, però, d'una banda la formació dels comuns i de les senyories comportà el fracàs d'una composició política unitària, per la prevalença dels interessos locals en una Itàlia subdividida en petits estats, sovint en guerra entre si, segons alguns autors, fou precisament el període en què Itàlia es formà com a nació, « […] potser...la més precoç de les nacions europees.», en els quals, segons alguns historiadors, es produí per part de Frederic II de Suàbia la primera temptativa seriosa d'unificació peninsular.
Tal intent, segons altres corrents historiogràfics, fou més aviat expressió de la voluntat d'una política expansionista per part del rei Frederic, amb l'objectiu d'afavorir la instauració de senyorius gibel·lins afins a ell, sostreure Itàlia de la influència papal i sotmetre-la totalment a l'imperi germànic.

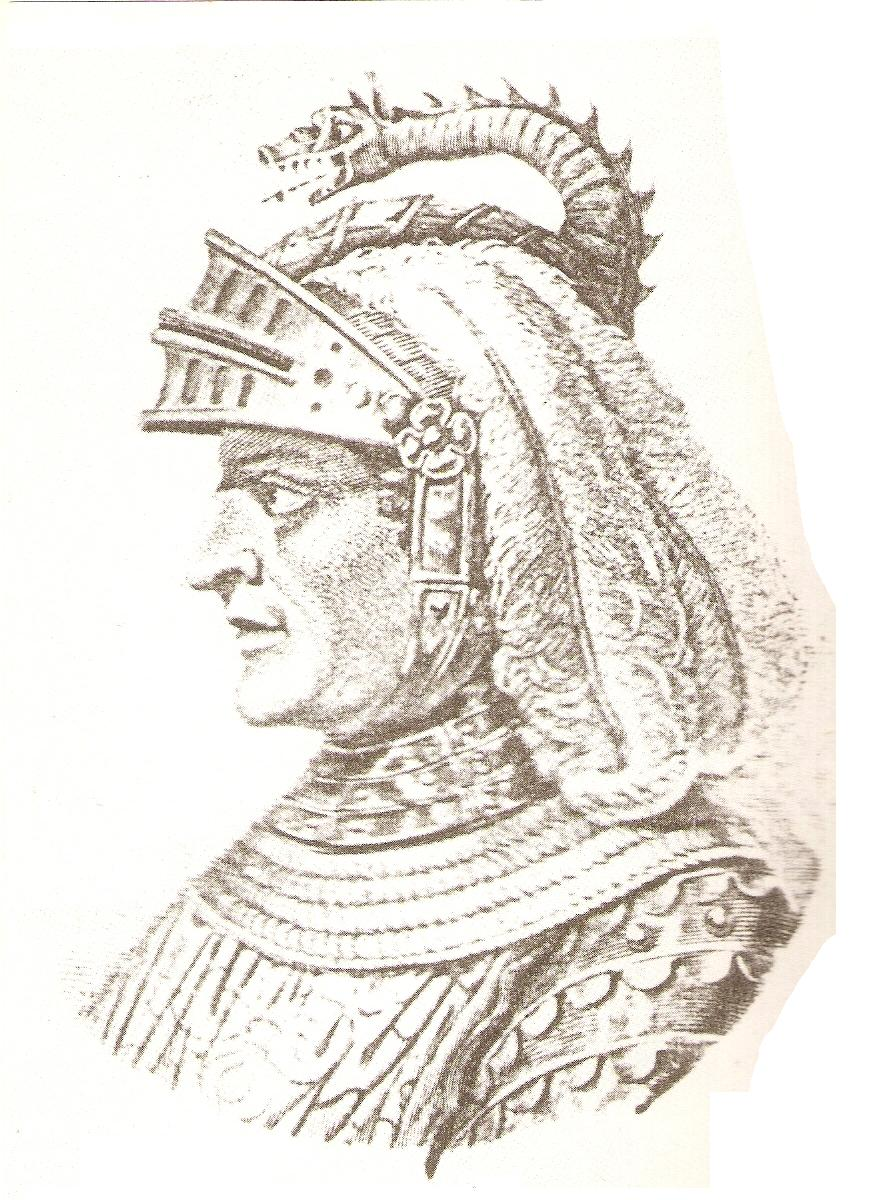
Alberico da Barbiano

Inspirada en un esperit de recuperació nacional en el àmbit militar es considera la victòria el 1379 del condottiero Alberico da Barbiano a la batalla de Marino comandant les milícies italianes contra mercenaris francesos i bretons a sou de l'Antipapa Climent VII. Per aquesta acció Alberico rebrà de mans del Papa Urbà VI
un estendard amb el lema "LI-IT-AB-EXT" ("Italia ab exteris liberata" - Itàlia alliberada dels estrangers). Segons Gregorovius aquesta fou «la primera vegada [en la qual] les armes nacionals venceren les companyies de lladres estrangers; Itàlia es despertà al final de la seva letargia, de manera que des d'aquella jornada de Marino es pot dir que començà l'era d'una nova milícia italiana i d'un nou art de la guerra»
| « | Itàlia observava amb desdeny les hordes d'aventurers...esperava un geni que mostrés a aquella milícia on es troba la glòria i on la infàmia, els arrossegués en les campanyes, el posés en ordre militar i els posés ferms, compactes i més aguerrits per canviar el destí de la ciutat o fer girar la truita i fer fugir de qualsevol manera la infanteria i cavalleria estrangera. I heus ací el geni pel qual sospirava Itàlia: Alberico da Barbiano. | » |

### Renaixement

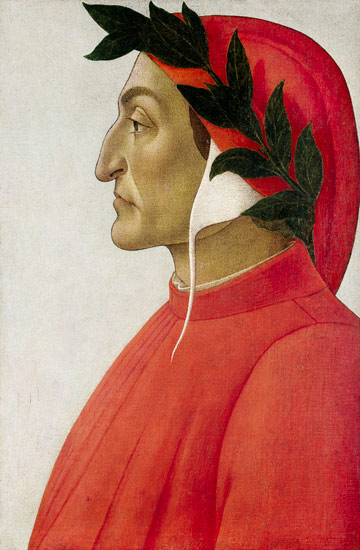
Dante Alighieri

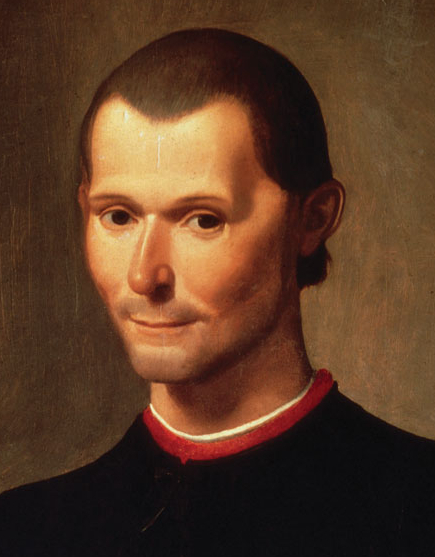
Nicolau Maquiavel

Durant el renaixement cultural dels segles XIII i XIX, que acabaria conduint al floriment del Renaixement, es va fer palès que romania ben viu el record de la passada grandesa d'Itàlia com a centre del poder i de la cultura de l'Imperi Romà i com a centre del món, i el País fou inspiració i objecte d'estudi per part de poetes i literats, que cantaven lloes a la Itàlia antiga - ja vista com a continuum cultural o fins i tot nacional - i rebutjaven la situació contemporània.
Un sentit d'identitat nacional comuna semblava madurar als intel·lectuals de l'època, mentre que el llatí vernacle local era elevat a la categoria de llengua literària, primer element ideal d'una consciència col·lectiva del poble. També gràcies a aquest tipus d'escriptors i intel·lectuals, entre els quals emergiren les figures universals de Dante, Petrarca i Giovanni Boccaccio, que permetien intercanvis culturals sense tenir compte les fronteres regionals i locals, la llengua italiana culta es desenvolupà ràpidament, evolucionà i es difongué en els segles posteriors, fins i tot en el clima polític més difícil, i romangué durant durant molts segles com a llengua vehicular només per a les classes més educades i governants, i fou, a poc a poc i de forma indiscriminada, adoptada com a llengua escrita en tota la regió de parla italiana, independentment de la nacionalitat dels seus prínceps. Dante i Petrarca, d'altra banda, introduïren la locució Bel paese, com a expressió política, per indicar Itàlia:
| «                                                | (italià) del bel paese là dove 'l sì suona | (català) del bell país d'allà on el sí ressona | » |
| — Dante Alighieri, Infern, Cant XXXIII, vers 80. |                                            |                                                |   |

| «                                           | (italià) il bel paese/ Ch'Appennin parte e 'l mar circonda e l'Alpe | (català) el bell país / que els Apenins parteixen i la mar circumda i l'Alp | » |
| — Petrarca, Canzionere, CXLVI, versos 13-14 |                                                                     |                                                                             |   |

Al mateix temps Dante deplorà la condició política en què es trobava Itàlia amb la famosa terzina de La Divina Comèdia:
| «                                                   | (italià) Ahi serva Italia, di dolore ostello, nave sanza nocchiere in gran tempesta, non donna di provincie, ma bordello! | (català) Ai servil Itàlia, del dolor alberg, nau sense timoner en gran tempesta, no dona de províncies, sinó bordell! | » |
| — Dante Alighieri, Purgatori, Cant VI, versos 76-78 | | |   |

Els estats italians al 1494.

El 1474 Flavio Biondo envia a la impremta l'obra Italia illustrata, un llibre de geografia i història sobre les que llavors eren les divuit províncies de la península. En el pla polític, per contra, a causa de la manca d'un Estat unitari basat en el model dels que estaven sorgint a la resta d'Europa, els petits estats italians es veieren constrets a suplir, amb la intel·ligència estratègica dels seus caps polítics, la superioritat de la força dels estats nacionals europeus, i la Lliga Itàlica arribà a acordar una aliança. Exemplar fou, referent a això, el senyor de Florència Cosme el Vell (1389-1464), no per atzar conegut com a Pater Patriae, o sigui "Pare de la Patria",i considerat un dels principals artífexs del Renaixement florentí: la seva política exterior, de fet, orientada al manteniment d'un constant i subtil equilibri entre els diversos estats italians, serà profètica a l'hora d'identificar en la concòrdia italiana l'element clau per impedir als estats estrangers d'intervenir a la península aprofitant-se de les seves divisions.
La importància de l'estratègia de Cosme, continuada pel seu successor Llorenç el Magnífic (1449-1492) en la seva contínua recerca d'un acord entre els estats italians en condicions de compensar la manca d'unitat política,No obstant això, no va ser entès per altres prínceps de la península, i es va acabar amb la mort de Llorenç el 1492.

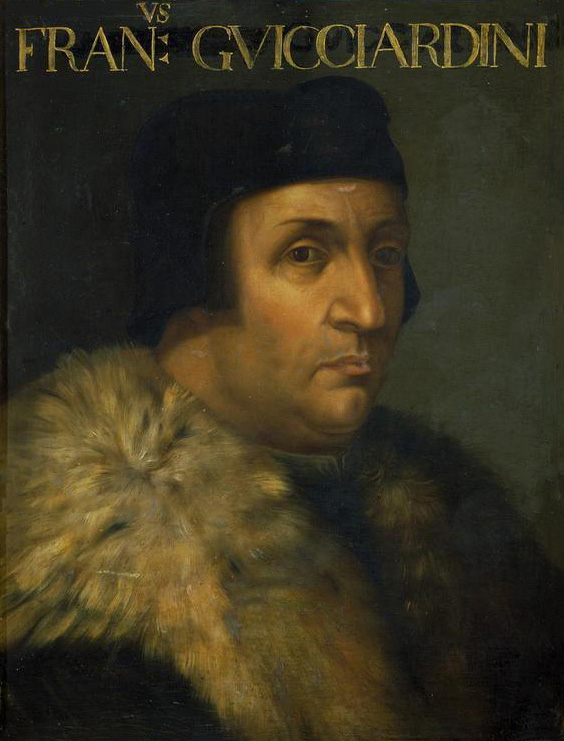
Francesco Guicciardini

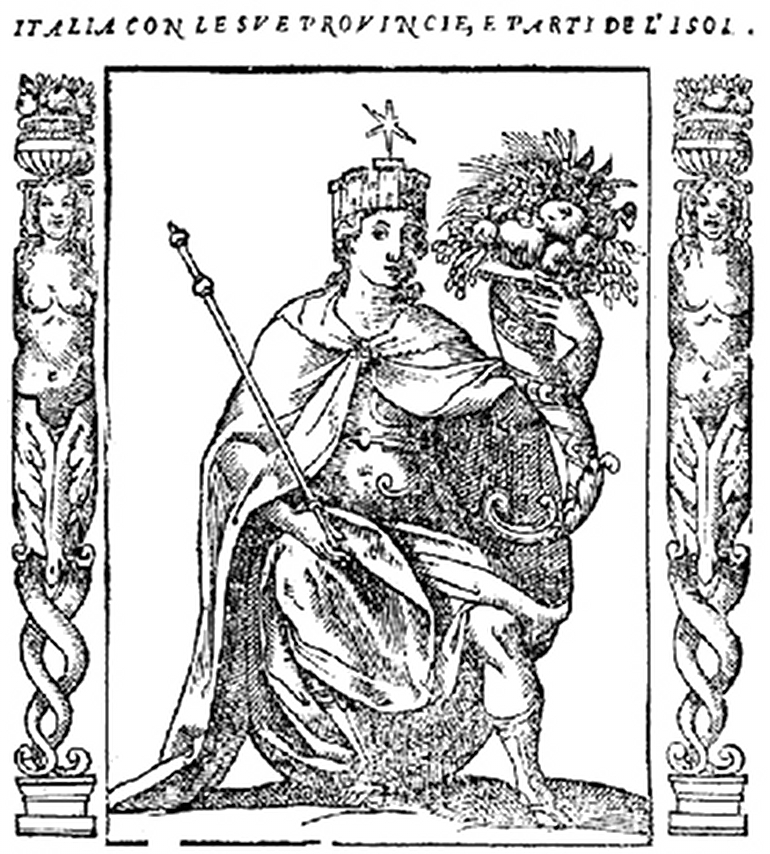
C. Ripa, L'Italia (1603)

Des de llavors a Itàlia va començar un llarg període de dominació estrangera, que, segons els historiadors del Risorgimento, no es va deure així a una esteril rendició, sinó al retard del procés polític de la unificació. A la propaganda del Risorgimento, per la via de la novel·la homònima de Massimo d'Azeglio, s'ha mantingut de fet famós i és recordat com un gest de patriotisme l'episodi del Desafiament de Barletta (1503), quan tretze cavallers italians,aliats dels espanyols per la conquesta del Regne de Nàpols, encapçalats pel líder mercenari Ettore Fieramosca, derrotaren en duel altres tants cavallers francesos que els havien insultat acusant-los de vilesa i covardia.
L'interès en la unitat, mentrestant, es desplaçà des de l'àmbit cultural, al de l'anàlisi política i, ja al segle xvi, Maquiavel i Guicciardinidebatien el problema de la pèrdua de la independència política de la península, que s'havia convertit mentrestant en un camp de batalla entre França i Espanya i que finalment va caure sota el domini d'aquesta última.

Tot i que amb diferents programes, Maquiavel i Guicciardini, defensors, respectivament, d'un Estat centralitzat i d'un federal, estaven d'acord que la pèrdua de la individualitat nacional s'havia produït a causa de l'individualisme i la manca de sentit d'Estat de les diferents poblacions italianes. Aquesta és la tasca a la qual el Príncep de Maquiavel llançava la seva nota 
| « | exhortació a apoderar-se de Itàlia i alliberar-la de les mans dels bàrbars. | » |

Al principi del segle xvii Cesare Ripa amb la seva obra Iconologia, en l'entrada "Italia con le sue provincie. Et parti de l'isole" referint-se als textos clàssics difon la imatge clàssica de la Italia turrita, amb cornucòpia i coronada per una estrella, "com es representava a les medalles de Còmmode, Tit i Antoní i conclou la descripció d'Itàlia amb la frase «Seu damunt el Globus (com diem) per demostrar com Itàlia és senyora i reina de tot el món, com han demostrat clarament els antics romans, i ara més que mai, el Summe Pontífex major i superior a qualsevol personatge.»

### Elsettecentoi la fi del període anterior alRisorgimento
El 1713 se signa el tractat d'Utrecht que introdueix nous elements en el quadre geopolític italià: els austríacs substituiran els espanyols en la possessió del Ducat de Milà, el duc de la casa de Savoia és elevat al títol de monarca i els seus dominis engrandits. Itàlia rebrà una ulterior estructura amb el tractat d'Aquisgrà (1748), interpretat per molts estudiosos del Risorgimento, a partir de Carducci,com el final del període de pre-Risorgimento italià i el principi del Risorgimento.

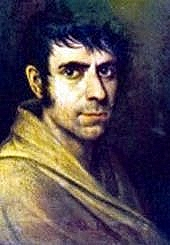
Francesco Lomonaco.

El desenvolupament d'una consciència política nacional va coincidir, especialment en la burgesia, amb la difusió de les idees liberals, i de la Il·lustració.
El 1765 al núm. 2 d'Il Caffè, revista fundada per l'il·lustrat Pietro Verri, ix La patria degli Italiani, de Gian Rinaldo Carli que es tanca amb la frase «Un italià a Itàlia mai no és foraster».
Gaetano Filangieri publica el 1780 l'obra La Scienza della Legislazione, en què propugna l'abolició dels residus del feudalisme i la monarquia constitucional. El seu llibre, que tindrà immediatament un gran èxit a Itàlia, a Europa figurarà a la llista negra el 1784.

El 1782 quaranta científics italians fundaran a Verona la Società italiana, considerant, com escrigué el seu primer president, el matemàtic Antonio Maria Lorgna, que «el desavantatge d'Itàlia era tenir les seves forces desunides» per la qual cosa es devia «associar el coneixement i el treball de tants italians il·lustres separats» tot recorrent «a un principi motor dels homes sempre actiu, i que de vegades opera amb entusiasme, l'amor de la Pàtria». Quan això s'hagués realitzat, concloïa Lorgna,: «Estimats senyors ultramontans, esperin una mica i veuran Itàlia amb un altre aspecte d'aquí a uns anys. N'hi ha prou amb estar units.»

### Època jacobina i napoleònica

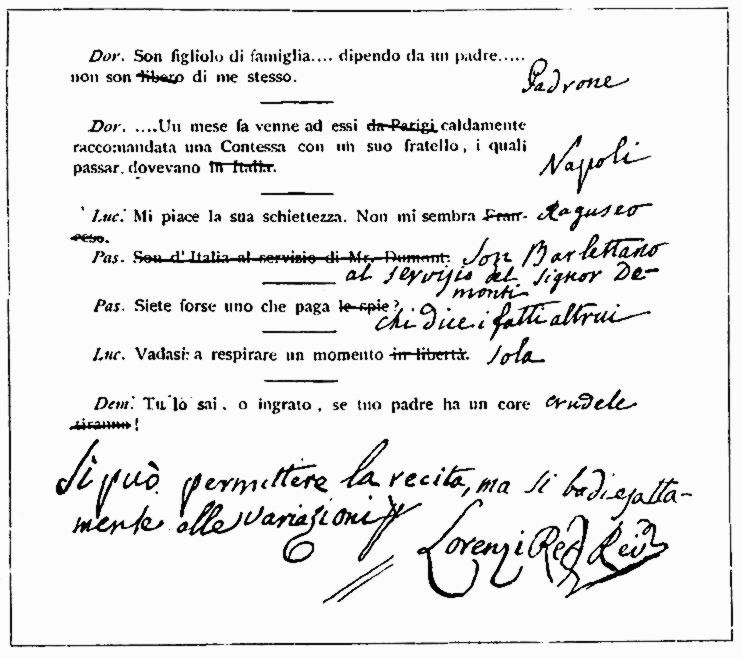
1798: censura borbònica anti-italiana, pàgina original de la comèdia "Il corsaro di Marsiglia" de Gamerra amb les correccions del censor reial G. Lorenzi que eliminen tota referència a Itàlia, a la llibertat i a França

Aquestes idees van ser després reforçades per la Revolució Francesa, i tingueren una acceleració sobtada amb l'arribada a Itàlia de Napoleó Bonaparte en la seva primera campanya d'Itàlia, el 1796.
Després de l'esclat de la Revolució Francesa a Itàlia es van formar grups de jacobins amb finalitats revolucionàries: Filippo Buonarroti intentà sense èxit un aixecament a Toscana que comportà el seu arrest i expulsió a França; a Nàpols, el desembre del 1792, es formà una societat patriòtica, els membres de la qual foren descoberts, i tres d'ells, Emanuele de Deo, Vincenzo Galiani i Vincenzo Vitaliani, el 1794, van ser jutjats i penjats per donar un advertiment a aquells que es volguessin rebel·lar.
El mateix any altres clubs revolucionaris patriòtics foren descoberts amb les consegüents implicacions: A Torí el de Francesco Junod i Giovanni Chantel, a Biella el de Francesco de Stefanis. El 1794 a Bolonya, hi va haver un intent de revolta de Luigi Zamboni i Giovanni Battista De Rolandis. També va acabar amb la mort dels dos conspiradors que, segons els partidaris de la hipòtesi bolonyesa, van ser els creadors de la bandera italiana, que s'hauria utilitzat en aquesta ocasió per primera vegada.
No fou fins al final del segle xviii, amb l'arribada de les tropes napoleòniques a la península, que començà a difondre's a estrats cada cop més amplis de població un sentiment nacional italià, percebudes fins llavors només per un petit cercle d'intel·lectuals, aristòcrates i burgesos ja exposats a les idees de la Il·lustració, que havia trobat a Nàpols el seu principal centre d'estudi acadèmic. Un herència encara ben present dona testimoniatge de la influència "francesa" és donada per l'origen de la bandera italiana, inicialment adoptada a la petita i efímera república creada per Napoleó Bonaparte a la Itàlia centre septentrional i, convertida així en bandera nacional italiana; sempre es remunta a Napoleó la primera moneda amb la paraula "Itàlia": es tracta del napoleó d'or de 20 francs encunyat el 1801 per la República Subalpina per celebrar la victòria a la batalla de Marengo que porta les paraules: L'Italie délivrée à Marengo (Itàlia alliberada a Marengo).
Tot foragitant els sobirans preexistens, els francesos, establerts de manera fixa en bona part de la Itàlia septentrional, crearen repúbliques basades en el model francès (l'anomenada República Germana), que revolucionà la vida del temps i aportà noves idees, però que feu també recaure el cost en les poblacions locals, tot decebent així les esperances de patriotes jabcobins italians, fet que generà episodis de revolta com l'anomenada "Pasqua veronesa".
Durant l'ocàs de l'era napoleònica, aquests nous sentiments nacionalistes es generalitzaren, per guanyar-se el suport de la gent i també dels estats que s'enfrontaven entre si militarment en sòl italià. Des de Gradisca l'11 d'octubre del 1813, Eugeni de Beauharnais, tot instant a la unió dels italians i la lluita contra les forces austríaques, afirmava: «... ITÀLIA! ITÀLIA! Aquest sagrat nom, que produí en l'antiguitat tants prodigis, sigui avui en dia els nostre crit d'unió! ... El valent que combat per la seva llar, per la seva família, per la seva glòria i per la independència del seu país sempre és invencible...«»; a aquesta proclama responia el 10 de desembre de 1813 Nugent, comandant de les forces austrobritàniques, des de Ravenna, adreçant al seu torn una proclama als italians on prometia «... TOTS esdevindreu una nació independent...»
Lord Bentick, comandant de l'exèrcit britànic a Itàlia, desembarcat a Liorna el 14 de març del 1814, al seu torn llançava una crida als italians, fent un paral·lelisme amb la recent independència espanyola, on se concloïa: "...Conjuntes llavors les forces nostres faran que Itàlia esdevingui allò que ja fou en els seus millors temps, i allò que a hores d'ara segueix sent encara Espanya.". El mateix Bentick amb anterioritat, el 1812, havia creat la Italian Levy, (Lleva Italiana) o sigui una força militar composta per tres regiments formats per italians,no enrolats a l'exèrcit anglès, posats sota el comandament de Vittorio Amedeo Sallier della Torre, amb l'intent de crear un nucli d'exèrcit d'alliberament independent; l'exèrcit es dissolgué el desembre del 1815.
En aquest període podem trobar una crida més forta en favor d'una presa de consciència política a la Proclama de Rimini. Tanmateix la crida no fou escoltada. El de 30 març de 1815, durant la guerra austro-napolitana, Joachim Murat va fer una crida a tots els italians («...Italians, no estigueu ja més en dubte, sigueu italians...») a fi i efecte que s'unissin per salvar el regne de Nàpols, únic garant de llur independència nacional contra l'ocupant estranger:
| « | ... Italians, la Providència us crida a ésser una nació independent: des dels Alps a l'estret de Sicília s'escolta un sol crit: Independèndia d'Itàlia!. | » |

Un cop més per tal d'atraure's les simpaties de les classes cultes italianes a la seva causa, el Govern austríac arribà el gener de 1816, a afavorir el naixement a Milà d'una revista anomenada Biblioteca Italiana, que va tenir l'efecte contrari i induí com a reacció el naixement d'Il Conciliatore.
En els últims anys del període napoleònic, Ugo Foscolo començà a compondre l'escrit Dell'indipendenza del regno d'Italia, que eixirà pòstumament amb el títol "Della servitù dell'Italia"; es tracta d'un recull de discursos, entre aquests Discorso agli italiani di ogni setta, una invitació als italians perquè consideressin la seva condició de país, presa de les divisions sectàries, i a meditar sobre la seva independència.

### Seglexix
Al principi del segle xix el polític austríac Metternich afirmava que Itàlia era només una «expressió geogràfica», perquè cada poble tenia uns costums, llengua, bandera i himne diferents. La península Itàlica la formaven un mosaic d'Estats, alguns dels quals ocupats per potències estrangeres.
Napoleó va conquerir la península i va modificar el mapa completament. Va annexionar el Piemont, Parma, la Toscana, la República Ligur i els Estats Pontificis a l'imperi francès, va unificar tot el nord-est de la península per crear el Regne d'Itàlia, del qual es va declarar rei, i també va conquerir el Regne de Nàpols. Durant aquest període Itàlia va viure un seguit de reformes liberals, com ara l'abolició dels privilegis feudals i eclesiàstics.

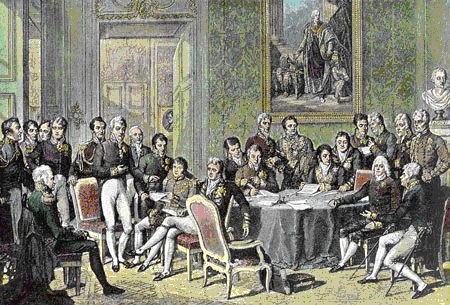
El congrés de Viena, obra de Jean-Baptiste Isabey, 1819.

Amb la derrota de Napoleó, el Congrés de Viena (1815) va reestructurar de nou l'espai geogràfic d'Itàlia atenent especialment els interessos de les dinasties i de les grans potències europees, mai d'acord amb els interessos del poble.
L'imperi austríac es va annexionar la Llombardia i el Vèneto i va col·locar prínceps austríacs als trons de Parma, Mòdena i la Toscana. Sardenya i el Piemont es van unificar en el Regne del Piemont-Sardenya, que a més va rebre Savoia i Niça. Es van restaurar els Estats Pontificis i la monarquia dels Borbó va tornar a regir el regne de Nàpols, que va passar a anomenar-se Regne de les Dues Sicílies.
A més, es va restaurar l'absolutisme a tots els Estats. Els governants imposats pel Congrés de Viena no tenien el suport popular, i per això van haver de rebre el suport de l'Imperi Austríac.
Mentrestant, els ideals nacionalistes es continuaven propagant, incentivats pel retorn a l'absolutisme i el progrés econòmic. L'increment de la producció tèxtil del Piemont necessitava un mercat interior més ampli per col·locar les seves manufactures. L'expansió del ferrocarril afavoria les comunicacions i la unitat dels diversos Estats. Altres elements aglutinadors eren la religió catòlica, la cultura italiana i el romanticisme, que va identificar Itàlia amb el Risorgimento literari, amb la qual cosa va adquirir un gran poder polític. Escrits aparentment literaris o històrics estaven plens d'al·lusions a l'esclavitud o la tirania, i on no estava permesa la crítica es recorria a la sàtira.

### ElRisorgimentoliterari i el Romanticisme
Sovint s'identifica la dominació espanyola d'Itàlia amb un període de decadència en la seva literatura a causa, entre altres motius, de l'actuació de la Inquisició (el tribunal religiós tradicional, no la Inquisició espanyola, que operava amb uns altres criteris). Alguns autors, com Campanella o Giordano Bruno, van ser perseguits per motius religiosos, com ja havia passat a l'edat mitjana (i en la Florència de Savonarola). La identificació de l'ocupant amb l'opressió formava part de l'àmpliament difosa propaganda antiespanyola, coneguda com la Llegenda Negra, que va donar productes com Els promesos d'Alessandro Manzoni (ambientada al Milà del segle XVII) o el Don Carlo de Verdi (que era ell mateix un símbol vivent del Risorgimento perquè, a més del seu compromís personal i artístic amb la causa italiana, el seu nom es feia servir com a acrònim en el crit «Viva Verdi», «Viva Vittorio Emmanuele, Re d'Italia»).
Durant la primera meitat del segle xviii, la literatura italiana es va revitalitzar amb el moviment conegut com a Risorgimento letterario, entre altres coses gràcies al caràcter il·lustrat dels seus nous governants austríacs.
Giambattista Vico representa el desvetllament de la consciència històrica a Itàlia. En la seva Ciència nova, Vico va investigar les lleis que regeixen el progrés de la raça humana, d'acord amb les quals es desenvoluparien els fets històrics. Altres escriptors importants del Risorgimento literari van ser Giuseppe Parini, Gasparo Gozzi i Giuseppe Baretti.
Les idees que van impulsar la Revolució Francesa del 1789 van donar un sentit especial a la literatura italiana durant la segona meitat del segle xviii. Els italians que aspiraven a una redempció política la consideraven inseparable d'una recuperació intel·lectual, i al mateix temps creien que només es podia portar a terme tornant a l'antic classicisme. Aquest fenomen era una repetició del que ja havia passat a la primera meitat del segle xv.
Per tant, el patriotisme i el classicisme van ser els dos principis que van inspirar la literatura que comença amb Vittorio Alfieri. Aquest autor va donar a la literatura una motivació nacional, armada només amb el patriotisme i el classicisme. Altres importants escriptors patriòtics d'aquest període van ser Ugo Foscolo, Pietro Colletta, Carlo Botta, Vincenzo Monti o Pietro Giordani.
Durant aquest període va néixer la polèmica per la puresa del llenguatge. La llengua italiana estava plena de gal·licismes, i es va considerar que calia purificar-la pel bé de la dignitat nacional; això, creien en aquella època, passava pel retorn als models que representaven els grans escriptors del segle xiv. Un dels promotors d'aquesta nova escola va ser Antonio Cesari, entestat a establir la supremacia del toscà sobre la resta de dialectes. Però contra aquesta idea de Cesari va sorgir l'escola llombarda, que no volien saber res del toscà i que defensaven la idea d'una lingua illustre.
El Romanticisme va ser un moviment cultural i polític originat a Alemanya al final del segle xviii com a reacció al racionalisme de la Il·lustració i el Neoclassicisme. Exaltava els sentiments, el nacionalisme, el liberalisme i l'originalitat creativa. És el moviment literari que precedeix i assisteix les revolucions polítiques del 1848, i a Itàlia els seus màxims exponents van ser Giuseppe Giusti, Francesco Domenico Guerrazzi, Vincenzo Gioberti, Cesare Balbo, Alessandro Manzoni i Giacomo Leopardi.
Després del 1850, la literatura política va perdre importància; un dels seus últims representants va ser el poeta Francesco Dall'Ongaro, amb els seus stornelli politici. Possiblement, l'obra literària que més va contribuir a la consolidació de la unitat italiana va ser Cuore (Cor), d'Edmondo De Amicis (1886), recull d'episodis protagonitzats per nens de les diferents regions italianes que exalten les virtuts, l'heroisme i el sentiment patriòtic d'una manera molt eficaç i un punt sentimental. Aquest llibre va ser àmpliament utilitzat com a material escolar i ha estat versionat al cinema, la televisió i en dibuixos animats (i no només a Itàlia: el conte «Dels Apenins als Andes», inclòs al recull, és la base de la famosa sèrie japonesa Marco).

## Les societats secretes

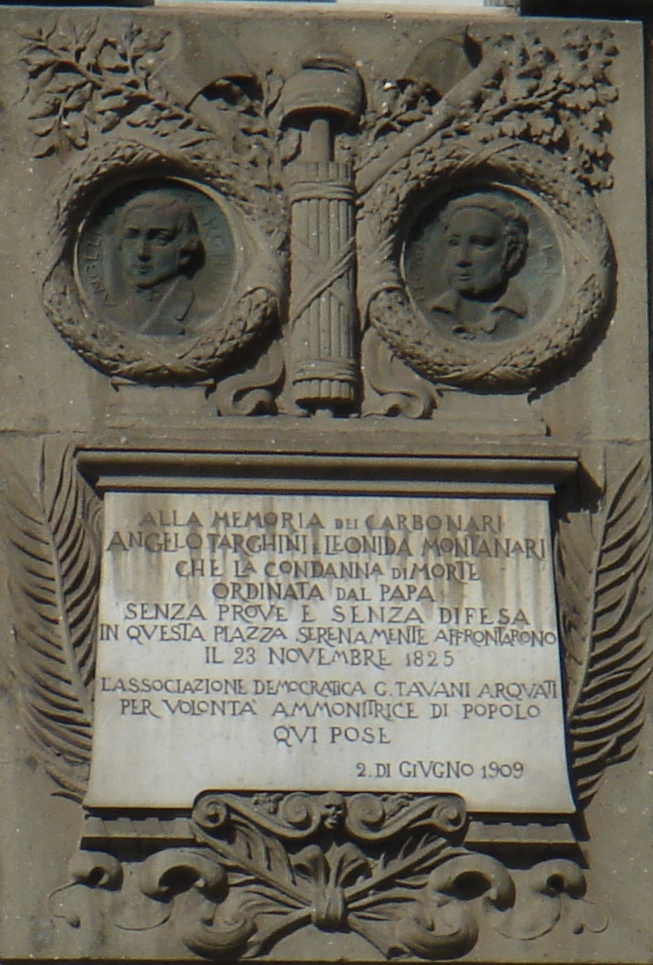
Placa en memòria dels carbonaris Angelo Targhini i Leonida Montanari.

Els ideals revolucionaris també es van propagar a través de societats secretes, com ara els carbonaris, els adelfs i els neogüelfs.
Durant el domini napoleònic, a Itàlia s'hi va formar un grup secret de resistència, els carbonaris, una societat més o menys maçònica que tenia com a objectiu, com la maçoneria en general, combatre la intolerància religiosa i l'absolutisme i defensar els ideals liberals. També van lluitar contra les tropes franceses, i particularment contra el rei de Nàpols, Joachim Murat, cunyat de Napoleó, ja que s'estava fent un autèntic espoli d'Itàlia. Amb l'expulsió dels francesos, els carbonaris volien unificar Itàlia i implantar-hi els ideals liberals.
Els carbonaris procedien principalment de la petita i mitjana burgesia, i estaven organitzats d'una manera molt rígida i jeràrquica per la necessitat de mantenir la més estricta discreció, ja que el carbonarisme era reprimit amb molta duresa.
El 1830, Giuseppe Mazzini (1805-1872) es va fer carbonari, i el 1831 va ser empresonat per incitar el poble a la revolta juntament amb Federico Campanella, Giuseppe Elia Benza, Carlo Bini i Giambattista Cuneo; arran d'això va començar a criticar les societats secretes, els seus ritus i la seva ineficàcia militar. De la crítica va passar a l'acció, i va crear la Jove Itàlia, una organització paramilitar que volia alliberar el país del jou austríac, unificar-lo, educar el poble i crear una república democràtica. El seu lema era: «Drets dels homes, progrés, igualtat jurídica i fraternitat». La societat va organitzar cèl·lules revolucionàries arreu de la península Itàlica.
A aquest moviment democràtic s'hi oposaven altres corrents que també volien la unificació d'Itàlia. Uns eren els reformistes monàrquics, contraris a la violència de Mazzini i que demanaven la reunificació al voltant del Regne del Piemont-Sardenya, en un règim monàrquic constitucional. Altres eren els neogüelfs, conservadors liderats per Vincenzo Gioberti, que tenien com a ideal convertir Itàlia en una federació d'Estats presidits pel papat. Aquest societats secretes van sofrir una vehement condemna papal van ser considerades, a l'infamós Syllabus Errorum (1864) com una de les vuitanta idees dolents dels temps moderns.

## Revolucions del 1820 i el 1830

### Revolucions i conspiracions liberals 1820-1823
Pels volts del 1820 hi ha diverses revolucions de caràcter nacionalista o liberal arreu d'Europa: a Portugal, una revolta començada a Porto obliga Joan VI a jurar la Constitució; a l'Estat espanyol, el motí de Riego força el començament del Trienni Liberal; a Grècia, la revolta del 1821 els permetrà assolir la independència el 1829, i a Rússia la revolta desembrista va intentar modernitzar l'imperi Rus.

#### Revolució a Nàpols
El 1814 els carbonaris van començar a organitzar activitats revolucionàries a Nàpols. El 1820 els insurgents ja eren prou poderosos per envair la ciutat amb el seu propi exèrcit, i un regiment de l'exèrcit napolità liderat pel general Guglielmo Pepe, carbonari, es va revoltar a Nola el 2 de juliol i va conquerir la Nàpols peninsular. Davant la revolta, el dia 7 de juliol el rei Ferran I de les Dues Sicílies es va veure obligat a jurar que acataria la nova Constitució que els carbonaris estaven redactant. Mentrestant, i de manera provisional, es va fer servir la Constitució de Cadis.
Però la revolució no tenia el suport popular i a l'any 1821 va caure derrotada per les tropes austríaques de la Santa Aliança. El 7 de març de 1821 el rei va suprimir la Constitució i va començar a perseguir sistemàticament els revolucionaris, molts dels quals, inclòs l'erudit Michele Amari, van ser forçats a exiliar-se durant dècades, i alguns van ser afusellats.

#### Revolució al Piemont-Sardenya
El líder del moviment revolucionari al Piemont-Sardenya era Santorre di Santa Rosa, que volia expulsar els austríacs i unificar Itàlia sota la casa de Savoia. La revolta del Piemont va començar el dia 10 de març de l'any 1821 a Alessandria, on les tropes rebels van adoptar la bandera tricolor (verd, blanc i vermell) de la República Cisalpina. El regent del rei, Carlo Alberto di Savoia, actuant en la seva absència, va aprovar el 13 de març de 1821 una constitució per apaivagar els revolucionaris, però quan el monarca va tornar va refusar la carta magna i va demanar ajut a la Santa Aliança. De resultes d'aquesta demanda, Àustria va rebre permís per intervenir a Itàlia i derrotar les tropes de Santarosa. El 8 d'abril de 1823 el rei revoca la constitució.

#### Revolucionaris condemnats
De resultes dels aixecaments no reeixits, nombrosos carbonaris llombards, piemontesos i vènets van ser perseguits, arrestats i condemnats. Entre ells Silvio Pellico i Federico Confalonieri que van ser tancats al castell de Spielberg.

### Revoltes i insurreccions del període 1830-1848
Vora el 1830 va rebrotar el sentiment revolucionari a favor de la unificació italiana, i un seguit de revoltes van posar la base per a la creació d'una nació a la república Itàlica.

#### 1831: Módena, Les Marques i Emilia-Romagna
El duc de Mòdena, Francesc IV, tenia l'ambició d'augmentar el seu territori i convertir-se en rei de l'Alta Itàlia, i el 1826 va declarar que no s'oposaria a aquells que fessin caure els opositors a la unificació. Animats per aquestes paraules, els revolucionaris de la regió es van començar a organitzar, sota el lideratge de Ciro Menotti. Però quan va esclatar la revolta a l'any 1831, Francesc IV el fa arrestar el dia 4 de febrer. Posteriorment serà executat.
Al mateix temps van esclatar altres insurreccions a les legacions de Bolonya, Ferrara, Ravenna, Forlì, Ancona i Perusa. Els revolucionaris van adoptar la bandera tricolor i van establir un govern provisional que va proclamar la creació d'una nació italiana unificada. El 25 de març de 1831 l'exèrcit austríac de la Santa Aliança va completar la repressió de tots aquestes insurreccions.
Les revoltes a Módena i en certes demarcacions dels Estats Pontificis van inspirar una activitat similar al ducat de Parma, que també va adoptar la bandera tricolor. Després d'aquests fets, la duquessa Maria Lluïsa de Parma va abandonar la ciutat.
Les províncies insurrectes tenien previst unir-se per crear les províncies italianes unides, però el papa Gregori XVI va demanar l'ajuda d'Àustria contra els rebels. Metternich va advertir el rei francès, Lluís Felip d'Orleans, que havia promès donar suport a les revoltes, que Àustria no tenia cap intenció d'abandonar Itàlia i que no tolerarien cap intervenció francesa, i arran d'això Lluís Felip va negar qualsevol ajuda militar als rebels i fins i tot va arrestar patriotes italians que vivien a França.
La primavera del 1831, l'exèrcit austríac va travessar tota la península Itàlica, desarticulant els moviments revolucionaris de cada territori i arrestant els seus líders, inclòs Ciro Menotti.

#### Mazzini

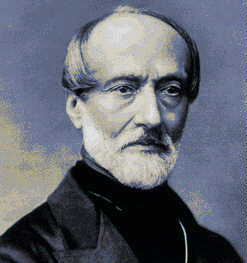
Giuseppe Mazzini.

A l'agost de l'any 1831 Giuseppe Mazzini, exiliat a Marsella, va crear una nova societat política anomenada la Jove Itàlia. Amb el lema «Déu i el poble», el seu objectiu bàsic era aconseguir la unió dels diversos Estats i regnes de la península en una República, que consideraven l'únic mitjà per assolir la llibertat italiana.
La Jove Itàlia va fracassar, però Mazzini encara creia que la unificació italiana només es podria aconseguir mitjançant un aixecament popular, i per això va continuar plasmant aquest propòsit en les seves obres i va mirar d'aconseguir-ho per tots els mitjans, enfrontant-se a l'exili i a tota mena d'adversitats amb una gran constància. Tot i així, la importància de Mazzini va ser més ideològica que pràctica: després del fracàs de les revolucions del 1848, durant les quals Mazzini es va convertir en el líder de l'efímera República Romana, els nacionalistes italians van començar a preferir el rei del Piemont i el seu primer ministre, el comte de Cavour, com a directors del moviment unificador.

#### 1834: Piemont
Intent dels seguidors de Mazzini de invadir Savoia i provocar una insurrecció al Piemont. Entre ells hi ha Giuseppe Garibaldi. La insurrecció fracassa per manca de suport popular. Garibaldi és condemnat a mort i decideix prendre el camí de l'exili.

#### 1844: Calabria
Els germans Attilio i Emilio Bandiera són afusellats el 25 de juliol a Cosenza després de liderar una infructuosa insurrecció contra el rei Ferran II de les Dues Sicílies amb la finalitat d'impulsar la unitat italiana.

#### 1846-1848: reformes arreu
El 16 de juny de 1846 Giovanni Mastai-Ferretti es escollit Papa de Roma i adopta el nom de Pius IX. Un mes més tard, el 16 de juliol , concedeix una amnistía política, suscitant una gran esperança arreu de la península.
Durant l'any 1847 s'aproven reformes liberals als Estats Pontificis, a la Toscana i al Piemont.
El 1848 s'inicia amb noves revoltes a Sicilia i el 10 de febrer el rei Ferran II concedeix una nova constitució per al Regne de les Dues Sicílies. Noves constitucions també són aprovades a la Toscana el 17 de febrer, al Piemont-Sardenya el 4 de març i als Estats Pontificis el 14 de març.

## Primera guerra de la independència (1848)

### 1848: el primer conflicte

Armes de la Casa de Savoia.

El 1848, esclata a París una revolució que s'anirà estenent per tot Europa. A la península italiana hi ha aixecaments populars a Palerm, Messina, Milà ("Le cinque giornate di Milano" del 18 al 22 de març). En aquest context, va començar la Primera Guerra de la Independència, declarada contra Àustria el 23 de març del 1848 per Carles Albert I de Sardenya, cap de l'aliança del regne de Sardenya amb els Estats Pontificis i el regne de les Dues Sicílies que envien tropes cap a la  Llombardia.
Giuseppe Garibaldi, Giuseppe Mazzini i Giuseppe Elia Benza van tornar a Itàlia per participar en la revolta, però la casa de Savoia va mostrar reticències a acceptar que hi participessin i la revolta va ser dirigida pels governs.
Després de la victòria inicial a Goito el 8 d'abril contra els austríacs, el 29 d'abril el Papa, molt preocupat per l'expansió del regne de Sardenya en cas de victòria, es declara neutral i mana retirar les seves tropes. El 30 d'abril els piemontesos triomfen en la batalla de Pastrengo. El 15 de maig el regne de les Dues Sicílies va decidir retirar-se del conflicte, però el general Guglielmo Pepe es va negar a tornar a Nàpols i va anar a Venècia per participar en la defensa de la república véneta creada durant el març de 1848 després d'expulsar les tropes austríaques. Tot i aquestes pèrdues d'efectius, el 30 de maig els piemontesos tornen a derrotar els austríacs a Goito i aconsegueixen la rendició de la important fortalesa austriaca de Peschiera.
El motiu de la retirada de les tropes del regne de les Dues Sicílies es deu al rei Ferran II de les Dues Sicílies, que preocupat pels fets revolucionaris que s'estaven desenvolupant a Sicília, va enviar una delegació a Torí per demanar ajut per sufocar la revolució. Carles Albert I de Sardenya, tot i que era aliat dels napolitans, va mantenir una posició cautelosa, cosa que va disgustar profundament el Borbó i motivà la retirada.
Entre el 22 i el 26 de juliol es produeix una important contraofensiva austriaca que culmina amb la derrota dels piemontesos a la Batalla de Custoza, prop de Verona. Els austríacs recuperen Milà el 6 d'agost i el 9 d'agost del 1848 es signa l'armistici de Salasco amb Àustria, en què els piemontesos accepten l'statu quo sorgit del congrés de Viena. D'aquesta manera acaba la primera fase del 1848 italià. L'any següent la iniciativa seria democràtica.

### 1849: el segon conflicte
El 1849, Leopold II de Toscana va abandonar Florència, deixant-hi un govern provisional. De forma semblant, a Roma el dia 9 de febrer, el Papa fuig de Roma i es proclama la República Romana, regida per un triumvirat format per Giuseppe Mazzini, Carlo Armellini i Aurelio Saffi amb el suport de Giuseppe Garibaldi. El 20 de març Carles Albert de Savoia trenca la treva amb Àustria i reinicia la guerra. El 23 de març cau derrotat en la batalla de Novara i firma un nou armistici a Vignale(Novara) que posa fi a la guerra. Poc després abdica a favor de Víctor Manuel II. Tot i aquests fets, la ciutat de Brescia s'aixeca contra els austríacs. La insurrecció durarà del 23 de març fins al 2 d'abril, quan les tropes de l'emperador recuperen totalment la ciutat.
Roma, defensada per Giuseppe Garibaldi, va ser atacada per les tropes franceses de Napoleó III, que la van assetjar. Amb la caiguda de la República Romana el dia 1 de juliol, molts revolucionaris van ser condemnats a l'exili de nou; el 1850 Garibaldi va fugir a Nova York, a prop d'Antonio Meucci.
El 24 d'agost i després d'una llarguíssima resistència contra el setge austríac, la República de Sant Marc i la ciutat de Venècia, comandada per Leonardo Andervolti, es va haver de rendir, retuda per la gana i per una epidèmia de còlera.

## La segona guerra de la independència italiana (1859-1861)

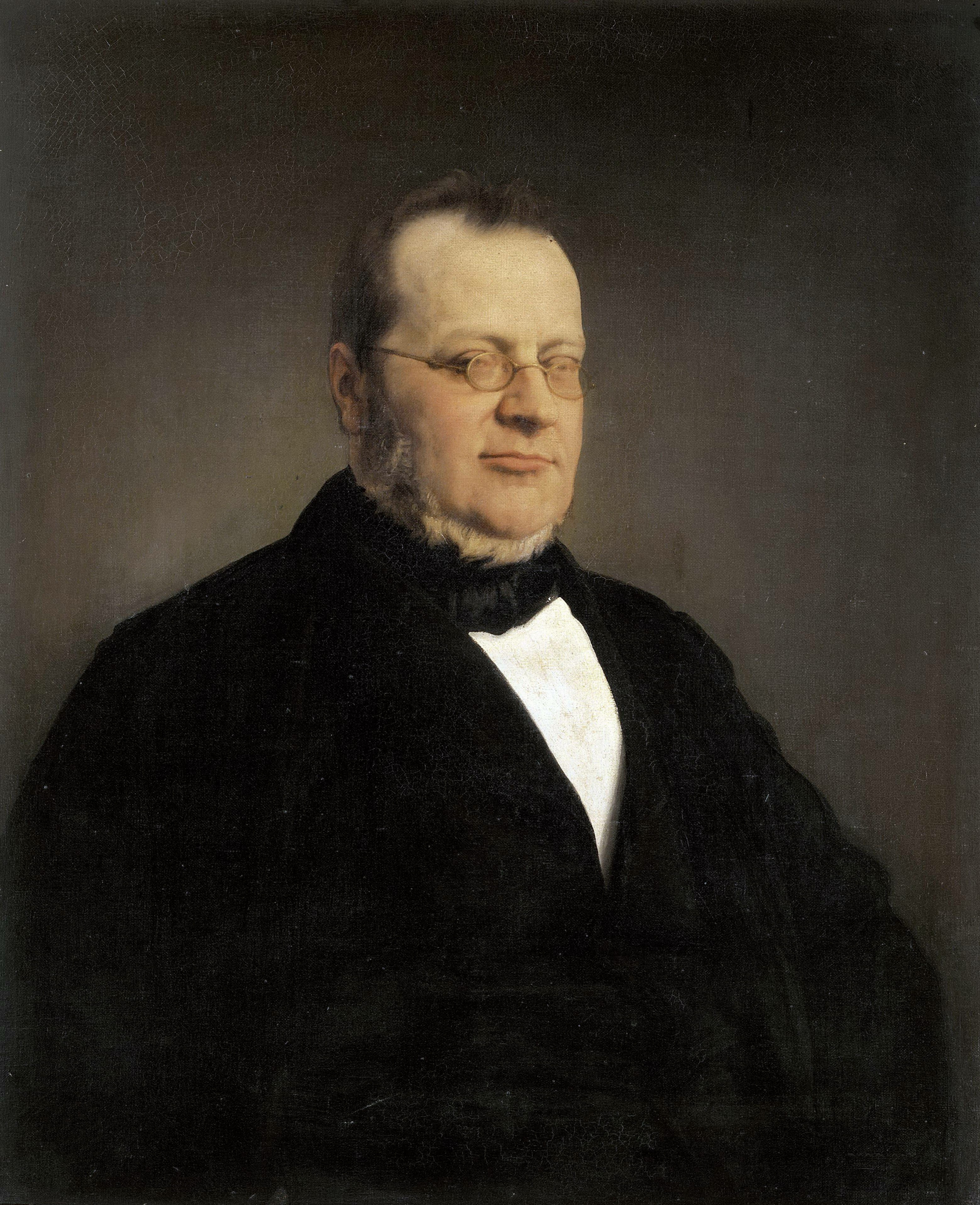
Retrat de Cavour, obra de Francesco Hayez

### Els antecedents
Durant 1851, va continuar la repressió dels austríacs amb les execucions de Antonio (Amatore) Sciesa, Giovanni Grioli i Luigi Dottesio. Durant el 1852, els processos judicials de Màntua condemnen a la pena capital a nou patriotes italians més. Tots ells seran penjats a Belfiore.
El 6 de febrer de 1853 una nova insurrecció dels seguidors de Mazzini es produeix a Milà.
Tot i que Carles Albert havia estat derrotat en l'intent d'alliberar els italians del poder austríac, els piemontesos no es donaven per vençuts. Camillo Benso, comte de Cavour, que ja era ministre des del 1850, va arribar a primer ministre durant el novembre del 1852. També tenia ambicions expansionistes, però es va adonar que per aconseguir la independència de l'imperi Austríac necessitaven ajut, i per això va optar per buscar el suport de França i la Gran Bretanya. Cavour creia que es guanyaria el favor d'aquests països si participava en la guerra de Crimea, i per això hi va entrar el 1855. El primer ministre piemontès sabia que aquesta decisió no li permetia demanar res a canvi, perquè les seves aspiracions anaven en contra d'Àustria, que també donava suport a França i la Gran Bretanya en el conflicte, però va decidir oferir la seva ajuda sense condicions per guanyar-se la confiança de les potències occidentals, pensant que més endavant sí que en podria obtenir fruits.
El 14 de gener del 1858, el nacionalista italià Felice Orsini va intentar assassinar Napoleó III, emperador de França. En una súplica escrita des de la presó, Orsini va demanar a Napoleó que complís el seu somni ajudant les forces independentistes italianes. Napoleó, que de jove havia format part del moviment carbonari, era considerat un home d'idees avançades, i es va convèncer que el seu destí era fer alguna cosa per Itàlia. L'estiu del 1858, Cavour es va reunir amb Napoleó III a Plombières, i pels Acords de Plombières van acordar emprendre una guerra comuna contra Àustria, i pel tractat de Torí, el Piemont s'annexionaria la Llombardia, el Vènet, Mòdena i Parma, i França rebria Niça i Savoia. Al centre i al sud d'Itàlia no hi hauria canvis, tot i que es va parlar de col·locar Napoleó Josep Carles Pau Bonaparte, cosí de Napoleó, a la Toscana i expulsar-ne els Habsburg. Per aconseguir que els francesos intervinguessin en la guerra sense semblar que queien en una agressió injustificada, Cavour volia incitar els austríacs a atacar participant en els moviments revolucionaris que hi havia a la Llombardia.

### Invasió austríaca del Piemont
El 29 d'abril del 1859, l'exèrcit austríac, comandat pel general Ferencz Gyulai, va travessar el riu Ticino i va envair el territori del Regne de Sardenya-Piemont. El dia 30 va ocupar Novara, Mortara i, més al nord, Gozzano; el 2 de maig, Vercelli, i el 7, Biella. L'exèrcit piemontès, acampat al sud, entre Alessandria, Valenza i Casale, no va intervenir per defensar el seu territori, i els austríacs van arribar a 50 quilòmetres de Torí.
En aquest moment, però, Gyulai va decidir retirar-se a la Llombardia. Una ordre expressa vinguda de Viena va suggerir que el millor escenari d'operacions era a prop del riu Mincio, en una regió que els austríacs havien dominat durant onze anys: si aconseguien contrarestar les forces piemonteses salvarien els seus dominis a Itàlia, i en canvi intentar envair Torí hauria pogut significar una derrota.
Els austríacs volien lluitar contra els piemontesos i contra els francesos per separat, i per això van començar el reclutament de dos exèrcits. La cúpula de l'exèrcit austríac va intentar fer un gran moviment estratègic que va causar una certa confusió i que va debilitar les seves pròpies forces.

### Alliberament de la Llombardia

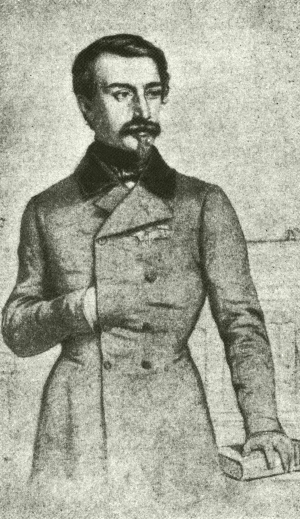
Napoleó III

El 14 de maig de 1859, Napoleó III, que havia marxat el 10 de maig de París i desembarcat el dia 12 a Gènova, va prendre el camp d'Alexandria i va assumir la direcció de l'exèrcit franco-piemontès. Amb el gruix de l'exèrcit localitzat entre el riu Ticino i el Po, el 20 de maig de 1859 Ferencz Gyulai va comandar un gran reconeixement de camp al sud de Pavia que va ser frenat a la batalla de Montebello (20-21 de maig) en la qual hi van participar el general Élie-Frédéric Forey per part dels francesos, futur mariscal de França, i la cavalleria sarda sota la direcció del coronel Morelli di Popolo.
El 30 i 31 de maig els piamontesos de Cialdini i de Durando van aconseguir una brillant victòria a la batalla de Palestro.
Paral·lelament els francesos van travessar el Ticino el 2 de juny i van assegurar el passatge combatent amb els austríacs a la batalla de Turbigo. Gyulai havia concentrat les pròpies forces a prop de Magenta, que va ser assaltada el 4 de juny pels franco-piamontesos. L'exèrcit de Napoleó III va travessar el riu Ticino i va desembarcar i desbordar el flanc dret austríac, amb la qual cosa va obligar l'exèrcit de Gyulai a retirar-se. La batalla de Magenta no va ser especialment gran, ja que no hi van participar ni la cavalleria ni l'artilleria, però va ser una victòria decisiva per decantar la guerra cap al bàndol sardo-francès. Els franco-italians van patir 5.600 baixes i els austríacs 10.200.
El 5 de juny, l'exèrcit derrotat va abandonar Milà, on va entrar l'1 de juny el Patrice de Mac-Mahon, artífex de la victòria a Magenta, per preparar l'endemà l'entrada triomfal de Napoleó III i Víctor Manuel II aclamats pel poble.

### Els caçadors dels Alps
El 22 de maig, els caçadors dels Alps, liderats per Giuseppe Garibaldi, van passar del Lago Maggiore a Sesto Calende, a la Llombardia, amb l'objectiu d'entrar en batalla recolzant l'ofensiva principal. El dia 26, van defensar Varese d'un atac de les forces austríaques, superiors en nombre, dirigides pel general Urban. El dia 27 van combatre en la batalla de Sant Fermo i van ocupar Como.

### Les darreres batalles
Mentrestant, els austríacs es van agrupar per a defensar la Fortalesa del Quadrilàter. La tarda del 6 de juny, els austríacs van enviar una brigada de la rereguarda amb prop de 8.000 homes, i dos esquadrons de cavalleria, compostos per Dracs i Hússars. La tarda del 8 de juny, la ciutat va ser envaïda pels francesos. Després de sagnants combats (1000 francesos morts i 1200 austríacs) el gruix de l'exèrcit austríac va perdre la seva marca i es va retirar a Verona. Els franco-piemontesos van reprendre la marxa el 12 de juny i el 14 van capturar Bèrgam i Brescia.
El 24 de juny, els franco-piemontesos van vèncer en una gran batalla, la batalla de Solferino. L'exèrcit austríac, sota el comandament de Francesc Josep I, comptava amb uns 100.000 homes i van ser derrotats pels exèrcits de Napoleó III de França i del Regne de Sardenya, dirigit per Víctor Manuel II, amb una força aproximada de 118.600 homes. Després de nou hores de batalla, les tropes austríaques van ser forçades a rendir-se. Les baixes en el bàndol aliat van ser de 2.492, amb 12.512 ferits i 2.922 capturats o desapareguts. Més de 3.000 soldats austríacs van morir, 10.807 van ser ferits i 8.638 capturats o desapareguts.

#### La fundació de la Creu Roja
Quan es va acabar la batalla de Solferino van quedar sobre el camp de batalla quasi 40.000 homes morts o ferits. L'escena fou contemplada per Jean Henri Dunant, que viatjava pel nord d'Europa, i el va impressionar fortament. Ell mateix va socórrer els soldats ferits amb l'ajut d'alguns pagesos de la zona. Dunant va pensar que calia una societat que treballés per atendre els ferits de les guerres sense distinció de bàndols i atès mitjançant voluntaris. Les seves reflexions les va recollir al llibre Records de Solferino. El 1863 es va fundar el Comitè Internacional de la Creu Roja i l'any següent dotze estats firmaven el Primer Conveni de Ginebra.

### La pau

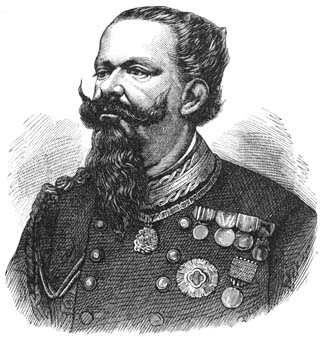
Víctor Manuel II

Napoleó III, tement l'entrada en el conflicte de més estats així com la reacció de Prússia, que va mobilitzar 400.000 homes a la frontera del Rin, va signar, sense comptar amb els piemontesos, un acord de pau. Víctor Manuel II no podia continuar la guerra sense l'ajuda francesa i va haver d'acceptar l'acord franco-austríac.
La pau es va signar a Zúric entre el 10 i l'11 de novembre. Els Habsburg van cedir la Llombardia a França, la qual la va cedir a la casa de Savoia. Àustria conservà el Vèneto, el Trentino, el Tirol del Sud, el Friül - Venècia Júlia i les fortaleses de Mantova i Peschiera. Tots els estats italians, fins i tot el Vèneto, que era austríac, hagueren d'unir-se a una confederació italiana, presidida pel papa.
El tractat tenia més avantatges per als austríacs i francesos que no pas per als italians:
- La confederació italiana no presentava cap avantatge per a la unificació i garantia la continuació de la presència austríaca en la península.

- Els augments territorials del Piemont, encara que eren superiors en quantitat de quilòmetres quadrats que els dels francesos, no acontentaven els piemontesos perquè ells tenien l'esperança de conquistar en aquesta guerra el Vèneto. Els francesos, encara que es van retirar, van obtenir la Savoia i Niça. Víctor Manuel es va penedir de cedir Niça i la Savoia, però Napoleó III necessitava aquestes compensacions territorials per a justificar la participació de França en la guerra.

### Conseqüències
En els mesos successius, de fet, el Piemont es va annexar a més de la Llombardia, Parma, Mòdena, l'Emília-Romanya i la Toscana. Després d'aquestes conquestes, el 24 de març del 1860, el Piemont va acceptar signar el tractat de Torí, en el qual van confirmar el traspàs de Niça i Savoia a França, doncs ara els guanys territorials italians eren superiors als francesos.
La fi d'aquesta guerra va donar pas a l'últim període de la Unificació. Després de la pau, el Regne de Piemont-Sardenya va començar a expandir-se, aconseguint en menys de dos anys controlar pràcticament la totalitat de la península italiana. Així, el 17 de març de 1861, gairebé tot Itàlia havia estat unificada, llevat de Roma i el Vèneto.

#### L'expedició dels "camises roges"

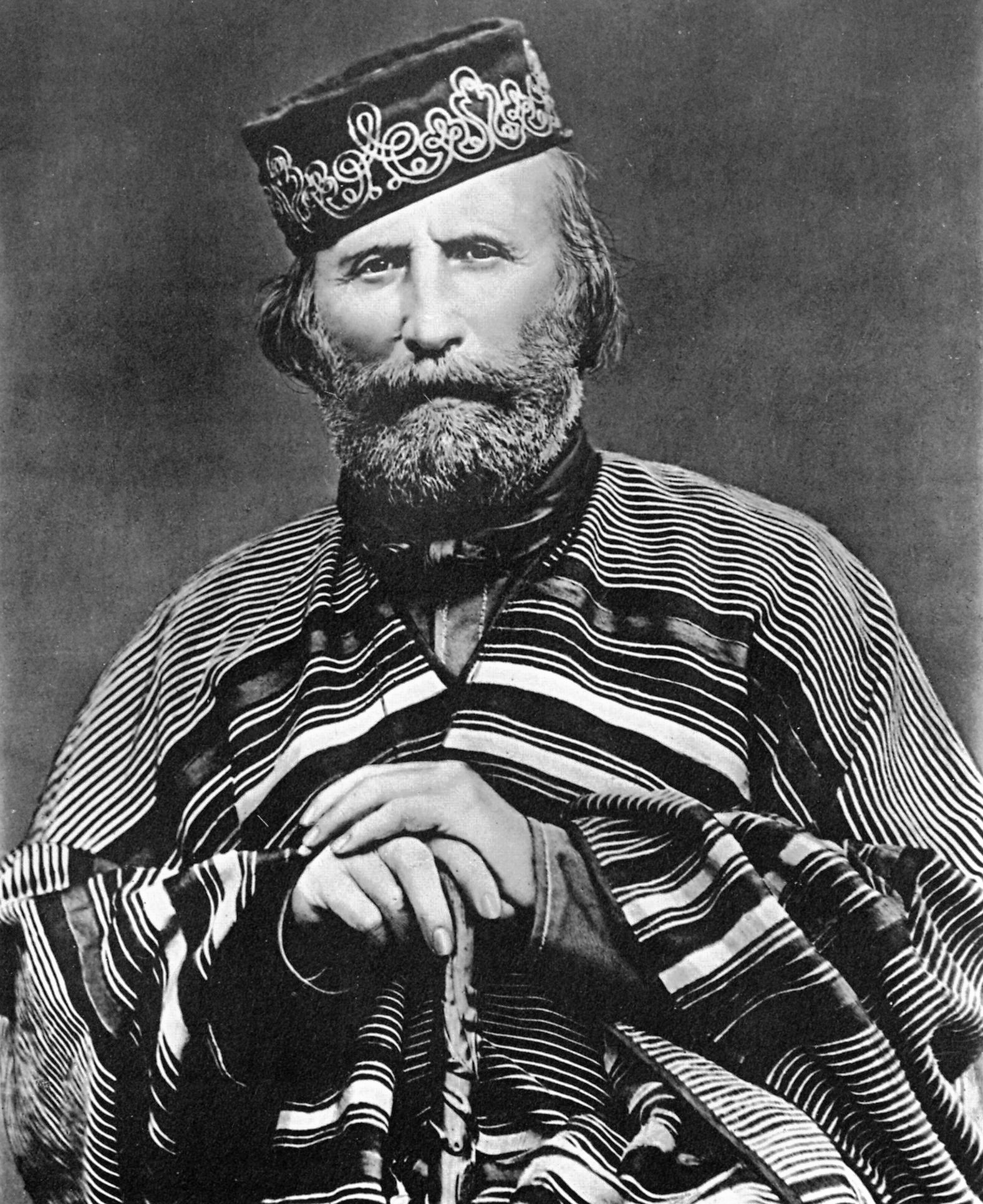
Giusseppe Garibaldi

Invasió i annexió francesa de Niça i de Savoia en 1860, durant la Unificació d'Itàlia. Napoleó III impedirà a Còrsega unir-se a Itàlia.

El 1860, el Regne de les Dues Sicílies estava governat pel jove rei Francesc II, fill de Ferran II. Encara que les Dues Sicílies eren l'estat més pròsper d'Itàlia, com que tenia un rei amb poca autoritat i molt repressiu, el poble era propens a rebel·lar-se. L'abril del 1860, una revolució frustrada a Messina i a Palerm va augmentar els ànims revolucionaris, però ningú al sud d'Itàlia podia combatre l'exèrcit borbó; l'any 1844 ja havien fracassat els germans Bandiera i el 1857 Carlo Pisacane.
El Regne del Piemont estava planejant conquerir el Regne de les Dues Sicílies. Algunes fonts indiquen l'estímul que suposava que el Banc de Nàpols concentrés més de les 2/3 parts de les reserves d'or de tot Itàlia. «Bisogna occuparsi di Napoli» (cal ocupar-se de Nàpols) deia Cavour. Per aquest motiu el 5 de maig de 1860 Giuseppe Garibaldi salpà del port de Quarto (Província de Gènova) amb 1033 homes, en la seva majoria veterans de les guerres d'independència en dos vaixells de vapor vers Sicília. Aquesta campanya fou anomenada Spedizione dei Mille (expedició dels mil en italià) i fou un pas molt important en el procés d'unificació d'Itàlia. L'11 de maig, desembarca a Marsala, Sicília, entre dues naus angleses que cobrien la maniobra, amb 20.000 homes.
A Marsala, els "camises roges" (així eren anomenats els soldats d'en Garibaldi) no reberen el suport esperat, però l'exèrcit augmentà amb els successius desembarcaments de l'exèrcit sardo-piemontès. Garibaldi vencé l'exèrcit borbònic a la batalla de Calatafimi, malgrat la superioritat numérica dels adversaris i del desenvolupament inicial, que afavoria els seus enemics. Hom ha assenyalat que el general borbònic Landi havia estat convençut de retirar les seves tropes per part dels piemontesos, tot oferint-li diners i prometent-li un càrrec important en l'exèrcit italià. Després de la marxa vers Palerm, on el poble vitorejà el nom d'en Garibaldi, el seu exèrcit s'enfortí amb l'adhesió de molts nous entusiates.
Garibaldi creuà l'Estret de Messina i entrà al continent. Seguí avançant amb poca resistència fins a Salern, ciutat molt propera a Nàpols, la capital del regne. Sols en aquell moment el rei Francesc II s'adonà del perill que corria. Aleshores envià 50.0000 hores a Salern, comandats pel general Giosuè Ritucci. Aquestes tropes combateren contra Garibaldi, però no el varen poder vèncer. Ja sense exèrcit, i amb l'imminent avanç dels "camises roges", el rei Francesc II abdica i fuig per tal d'evitar una guerra dins de Nàpols i salvar-lo. El 7 de setembre Garibaldi entra a la ciutat, vitorejat per la multitud, que havia rebut diners per part d'infilitrats piemontesos, a fi i efecte de realitzar aquesta acció. El Regne de les Dues Sicílies havia estat conquerit. Els conqueridors s'apoderaren de les reserves d'or del Banc de Nàpols, que es calcula que avui equivaldrien a uns 1.670 millones d'euros. Aquestes reserves foren declarades béns nacionals.
Com que ambicionava una Itàlia unida, amb un únic govern radicat a Roma, Garibaldi va concebre la idea de marxar sobre els Estats Pontificis, defensats per tropes franceses. No obstant això, Victor Manuel i Cavour, per por de perdre allò que havien aconseguit, a causa d'una possible radicalització del conflicte, evitaren l'avanç de Garibaldi. L'incident, òbviament, no va suposar un enfrontament entre el rei del Piemont i Garibaldi. Ans al contrari, com ja havia estat previst, el conqueridor li cedí el Regne de les Dues Sicílies.

#### Proclamació del Regne d'Itàlia
Amb aquestes operacions, s'acabà la segona fase de la unificació d'Itàlia; amb tot i això, quedaven separats del Regne de Sardenya, Roma, governada pel Papa, i el Vèneto, en mans dels austríacs.
El 18 de febrer de 1861, Víctor Manuel II de Savoia es reuní a Torí amb els diputats de tots els Estats que reconeixien la seva autoritat, assumint el 17 de març el títol de "Rei d'Itàlia per la gràcia de Déu i voluntat de la nació". Itàlia fou governada amb la base de la constitució liberal adoptada al Regne de Sardenya el 1848 (Estatuto albertino). L'excepció es donà al sud del país, on per causa de les revolucions independentistes, es proclamà la llei marcial.

## Tercera guerra d'independencia (1866)

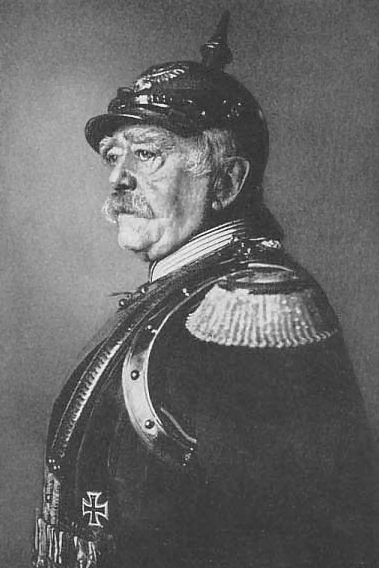
Otto von Bismarck.

### L'aliança entre Prússia i Itàlia
Les creixents tensions entre l'Imperi Austrohongarès i Prússia per la supremacia en el món germànic, provocaren el 1866 la Guerra Austro-prussiana, que oferí als italians la possibilitat de conquerir el Vèneto. El 8 d'abril de 1866, el Govern italià, conduït pel general Alfonso Ferrero della Marmora, realitzà una aliança militar amb la Prússia de Bismarck.
De fet, es creà una aliança entre els dos Estats, que veien en l'Imperi Austrohongarès l'obstacle de les seves respectives unificacions nacionals. Segons els plans prussians, Itàlia havia d'atacar Àustria pel front meridional. Mentrestant, aprofitant-se de la seva superioritat naval, envair les costes dàlmates, duent el camp de batalla a l'Europa central.
Un cop signat el tractat, el general Alfonso la Marmore va sol·licitar de tornar a comandar l'exèrcit, un fet que tenir lloc el 20 de juny, només tres dies abans del començament de les hostilitats. Aquest retard no es va deure a la casualitat, sinó una espècie de diatriba sobre l'assignació de comandament de les forces armades: tots dos reclamats pel sobirà, per Cialdini i La Marmore mateix.
Finalment es va decidir assignar la direcció d'operacions al rei mentre La Marmore va ser nomenat Cap de l'Estat Major. En realitat, aquest compromís, lluny de resoldre res, probablement fou una causa decisiva per a la derrota final en aquesta guerra, atès que Victor Manuel II s'havia reservat el dret d'emetre ordres, un fet que feia tot sovint, passant per damunt del seu Cap de l'Estat Major. A més, hi havia sovint disputes entre els generals della Marmora i Cialdini sobre la forma de conduir la campanya, atès que Cialdini, no sentint-se inferior a della Marmora, reclamava plena llibertat d'acció.
Finalment, els dos generals van acordar i elaborar un pla basat en l'assumpció d'un doble atac des del sud a través del Po (Cialdini) i oest a través del Mincio (La Marmore.) D'acord amb aquest pla, les tropes sota el comandament del rei i La marmòries, numèricament més fortes, havien de travessar el Mincio i atacar les fortaleses d'Àustria del Quadrilàter. Cialdini per contra, una volta superat el Po, havia d'eludir les fortificacions d'Àustria i dirigir-se vers Venècia i Pàdua. El pla era el fill de dues concepcions diferents de la guerra. Més conservadora i estàtica a della Marmora, que tendia essencialment a assetjar el Quadrilàter, proporcionant una sòlida línia defensiva. Més dinàmica era, per contra, l'estratègia de Cialdini, que, envaint el Vèneto des del Sud, imaginava d'apuntar, en primer lloc, contra un objectiu important com Venècia, i des d'allà, amb el concurs de la marina de guerra, apuntar al cor mateix de l'Imperi dels Hausgurg. Aquesta disposició, però, col·locava massa lluny, l'un de l'altre, els dos exèrcits amb riscos evidents de coordinació, segons el que s'ha confirmat pels esdeveniments posteriors. D'altra banda, no s'havia fixat un objectiu estratègic comú, per la qual cosa la llibertat d'acció pretesa per Cialdini va produir, a la pràctica, dos exèrcits independents l'un de l'altre. Cap d'aquestes situacions no es va poder resoldre el 17 juny, durant una reunió de dos generals a Bolonya. No es va establir quina de les dues accions havia de rebre prioritat. Així va ser que, si bé La Marmore creia que Cialdini només havia fet un desviament per obligar l'enemic a dividir les seves forces, Cialdini pensava el mateix, però a l'inrevés. Quant al sobirà, el seu coratge no es discutia. Era, tanmateix, molt desigual en la tasca de comandant. Una tasca que, per contra, sempre provava d'exercitar.
Finalment, quan es produí l'esclat de les hostilitats, la situació militar italiana va ser fortament influenciada per factors negatius:
- La no perfecta fusió entre els exèrcits preexistents del Regne de Sardenya i del que fou Regne de les Dues Sicílies, resultat de la forta resistència que es va desenvolupar després de la rendició de Gaeta, també provocada per l'excessiva duresa de la lluita en les seves etapes finals (vegeu Messina i Civitella del Tronto).
- La fortíssima rivalitat entre les principals flotes que van convergir en la Marina Reial, la Marina del Piemont i Nàpols, escassament predisposades a reconèixer-se "primogenitura" de qualsevol tipus.

Donades aquestes premises, els fracassos terrestres de la primera fase del conflicte foren gairebé inevitables.

## Conquesta de Roma (1870)
Giuseppe Garibaldi, després de la fundació del Regne d'Itàlia, prosseguí incansablement les seves activitats militars, a la recerca de la unitat d'Itàlia. Va emprendre accions sense èxit el 1862, amb el crit de "Roma o mort !". La protesta de Napoleó III, les tropes del qual custodiaven Roma, va dur a l'exèrcit d'ocupació piemontès a repel·lir Garibaldi, tot fent-lo presoner a Aspromonte (sud de Nàpols). El 1867 realitzà una nova marxa vers Roma, aprofitant la retirada de les tropes franceses. Aquestes es veuen obligades a desembarcar altre cop per tal de poder derrotar el general italià a Mentana. Els Estats Pontificis pertanyien encara al Papa, i incloïen una bona part del centre d'Itàlia, però com s'ha esmentat anteriorment, si el Regne d'Itàlia hagués atacat els Estats Pontificis, França hagués intervingut, gràcies al compromís dels catòlics.

### Conquesta

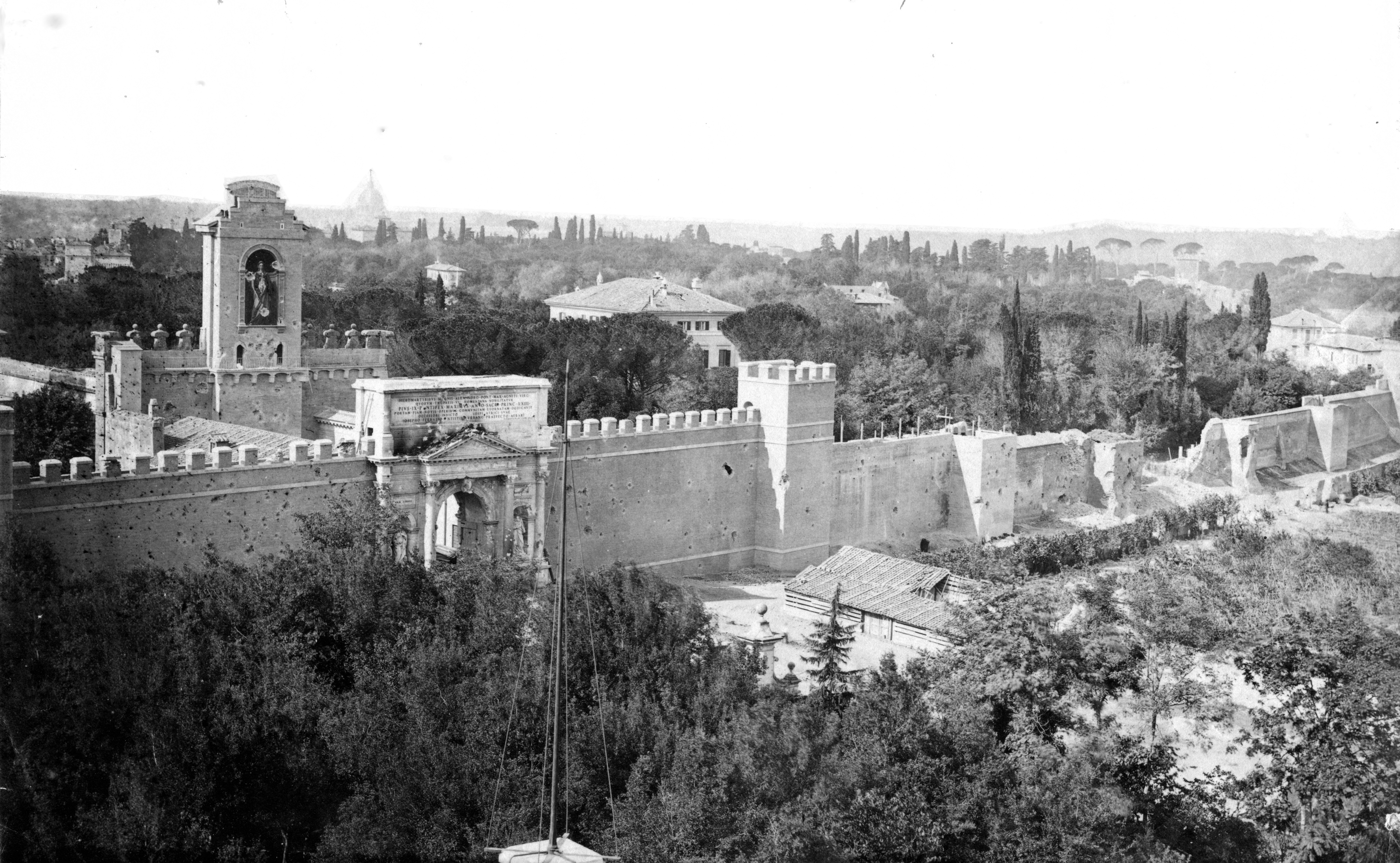
En aquesta foto de l'època, hom veu les restes de la porta Pia a Roma

Regne d'Itàlia durant els anys 1866–1870
Estats Pontificis (sota protecció francesa)

El juliol de 1870 començà la Guerra francoprussiana. A principis d'agost, Napoleó III, necessitat de tropes pel front prussià, crida la guarnició que defensava d'un possible atac italià els Estats Pontificis. Nombroses manifestacions públiques demanaven que el govern italià prengués Roma. En aquest sentit, el govern italià no prengué cap mesura concreta fins a l'esfondrament del Segon Imperi Francés a la batalla de Sedan. Víctor Manuel II envià una carta a Pius IX en la qual li demanava de guardar les aparences, tot deixant entrar pacíficament l'exèrcit italià a Roma. A canvi, el Papa rebria protecció. Tanmateix, Pius IX es negà rotundament a acceptar aquesta petició.
L'exèrcit italià, dirigit pel general Raffaele Cardona, creuà la frontera papal l'11 de setembre, i avançà lentament cap a Roma, tot esperant que l'entrada pacífica pogués ser negociada. Tanmateix, l'exèrcit italià arribà a la Muralla Aureliana el 19 de setembre i assetjà Roma.
El Papa continuà essent intransigent, i forçà els seus soldats a oposar una resistència més que simbòlica, davant la clara impossibilitat de victòria. El 20 de setembre, després de tres hores de bombardejos, l'exèrcit italià aconseguí obrir una escletxa a la Muralla Aureliana (Breccia di Porta Pia). Un destacament de tiradors marxà per la Via Pia, posteriorment anomenada Via del Vint de Setembre. 49 soldats italians i 19 soldats de l'exèrcit del Papa moriren en combat. Després d'un plebiscit, Roma i el Lazio s'uniren al Regne d'Itàlia.
Víctor Manuel va oferir al Papa, com a compensació, una indemnització, a més de mantenir-lo com a Governant del Vaticà. Però el Papa, que volia mantenir el poder terrenal de l'Església, es va negar, perquè això hagués suposat reconèixer oficialment el nou estat italià i es va declarar presoner en el Vaticà. A més, sabent la influència que tenia sobre els catòlics, els prohibí d'anar a votar a les eleccions del nou regne.
Aquesta incòmoda situació, anomenada Qüestió romana, no fou resolta fins al 1929, quan Benito Mussolini i Pius XI signaren els Pactes de Laterà.

## L'irredemptisme
La Unificació d'Itàlia, tanmateix, no s'havia completat. Algunes províncies, com Trentino, Tirol del Sud (Alt Adige), Trieste (Ístria), i Dalmàcia, continuaven sota el domini austríac, per la qual cosa foren anomenades Províncies irredemptes (o sigui, no allieberades).
En aquests llocs sorgí un moviment de caràcter nacionalista (irredemptisme) que buscava la incorporació a Itàlia. Aquest moviment s'estengué a les àrees franceses de Niça i Còrsega.
La situació no es desbloquejà fins a la fi de la Primera Guerra Mundial, en la qual Itàlia hi entrà de la mà dels aliats, amb la promesa de rebre les "províncies irredemptes", aleshores en mans de l'Imperi Austrohongarès. Malgrat això, no totes aquelles províncies en mans dels austrohongaresos foren traspassades el 1918. Dalmàcia (excepció feta de la vila de Zadar i algunes illes com Cherso i Lussino, passaren a formar part de Iugoslàvia
El feixisme de Benito Mussolini considerà també "irredemptes" l'illa de Còrsega, Niça i Malta, que estaven sota el control de França i Gran Bretanya. Durant la Segona Guerra Mundial, Itàlia ocupà tota la Dalmàcia, Còrsega i Niça durant alguns anys, fins al setembre de 1943, quan fou derrotada en el conflicte mundial.
La Itàlia irredepmta fou unida a Itàlia per Mussolini i això culminà el procés d'Unifiació d'Itàlia durant els primers anys de la Segona Guerra Mundial. Entre 1936 i 1943, Itàlia també es convertí en Imperi, quan el rei Victor Manuel III d'Itàlia fou coronat "Emperador d'Etiòpia".

## Moviments sececionistes posteriors

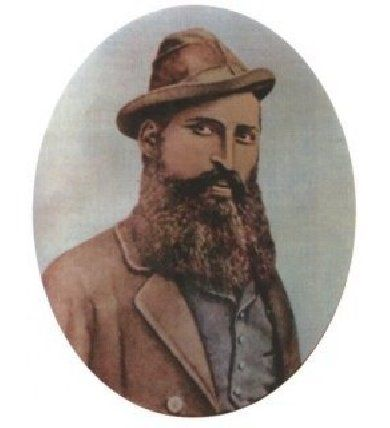
Carmine Crocco, (Rionero in Vulture 1 de juny del 1830 - Portoferraio 18 de juny del 1905) un dels artífexs de la revolució dels bandolers anomenats "briganti"

Després dels primers dies de l'expedició dels "Mille" de Garibaldi, i durant força anys posteriors, es produïren algunes revoltes per la indepedència del Regne de les Dues Sicílies, que posaren en dificultats al jove Regne d'Itàlia durant els primers anys d'unitat. Els revolucionaris foren anomenats "briganti", o sigui "bandits", perquè practicaven sagnants guerres de guerrilles i realitzaven saquejos amb homicidis.
Aquesta violenta contrarevolució popular era deguda a la fidelitat d'una petita part de la població del sud a la dinastia Borbó (promocionada per l'església de Roma, que temia la desaparició de l'Estat Pontifici, com efectivament va succeir el 1870, i també per l'augment d'impostos i la confiscació de terres borbòniques per part del nou govern piemontès.
La revolta esclatà a gairebé tot el Sud a finals del 1861. El Piemont envià a Nàpols a Enrico Cialdini, atorgant-li poders extraordinaris, amb un total de 120.000 homes. Així començà una de les més sagnants repressions de la història italiana. Alguns historiadors borbònics afirmen que el sud d'Itàlia era curull de carnatges, desvastacions, afusellaments, detencions domiciliàries forçoses, saquejos de granges, expropiacions de terres i tancament d'indústries, la qual cosa provocà la ruïna total de la població meridional. Però els historiadors nacionalistes italians afirmen que gairebé totes les matances foren fetes pels "briganti", per tal de terroritzar la població civil, que en la seva majoria era favorable a la Unificació d'Itàlia.
El 1864 s'instaurà la llei marcial a l'antic Regne de les Dues Sicílies, i les rebel·lions pogueren ser sufocades cap allà l'any 1868. Es calcula que en tots aquests nays varen morir un total de 17.000 meridionals, ja fóra en batalla o afusellats; aquesta xifra, si la prenem com a certa, és molt superior a la de tots els caiguts al sud d'Itàlia per tal d'assolir la Unificació.
Després de la "presa de Roma" per part dels italians el 1870, els Estats Pontificis acabaren amb el seu suport als "briganti", i ràpidament s'acabà la guerrilla. Aquest fet és considerat per historiadors com Benedetto Croce com la prova que aquestes revoltes foren artificialment promogudes pel Papa de Roma.
L'historiador Alfonso Scirocco afirma que la Unificació fou assolida, definitivament, en la primera meitat del segle xx. Els moviments secessionistes es poden donar ja per extints durant el govern de Victor Manuel III d'Itàlia, nascut a Nàpols i particularment unit al sud d'Itàlia.

## Situació actual
Després de la caiguda del feixisme i el naixement de l'ordenament republicà, les primeres regions instituïdes foren les Regions d'autonomia especial: tres d'aquestes foren creades en atenció a les particularitats lingüístiques i ètniques de la població i per tal de donar sortida a complexes reivindicacions territorials. Aquest fou el cas de la Vall d'Aosta, Trentino-Alto Adige i Friulia-Venezia Giulia. Les dues restants foren constituïdes per forces polítiques estrangeres (Sicília) o bé per les particulars condicions d'aïllament o endarreriment polític i social (Sardenya) 
Els dissidents de la unificació feren la seva aparició en el transcurs de la segona meitat del segle XX (sobretot després de la Segona Guerra Munidal en les lleis dels estats annexats) i els simpatitzants del regionalisme han arribat fins als nostres dies. En l'actualitat, existeixen dos petits moviments independentistes amb representació d'un partit polític actiu: un és la Lliga Nord (com el seu nom indica, es troba al nord), i l'altre és el Moviment neoborbònic, al sud. Aquest moviment secessionista meridional pot ser considerat, parcialment, el resultat de les antigues revoltes dels camperols contra el nou govern.
Una situació similar es dona a l'autoproclamat Principat de Seborga. La seva demanda històrica d'independència vé donada pel fet d'haver estat exclosos dels tractats que unificaren el modern estat italià. Tanmateix, no ha estat identificat com un moviment secessionista, perquè afirma que mai no formà part d'Itàlia. Les reclamacions d'independència de Seborga no han estat reconegudes per cap govern.
La regió italiana de Tirol del Sud (Alto Adige) va tenir un fort moviment secessionista, dirigit per la majoria austro-germànica que exigia la seva unió amb Àustria. El desig secessionista es va fer més fort tot just acabada la Segona Guerra Mundial.
Els partits secessionistes existeixen en l'actualitat, però el moviment ha estat apavaivagat en gran part per l'àmplia autonomia que ha atorgat el govern italià als diferents territoris.
Actualment, la majoria dels italians donen suport a la continuació del procés d'Unificació d'Itàlia, en el marc de la Unió Europea. Aquesta unificació europea s'ha iniciat amb el Tractat de Roma, signat el 1957, i fou promoguda per l'aleshores president italià Alcide de Gasperi, considerat un dels "pares fundadors" de la Unió Europea

## La Unificació d'Itália en la ficció
- El Gattopardo, novel·la escrita per Giuseppe Tomasi di Lampedusa.
- El gatopardo, adaptació cinematogràfica de l'anterior, dirigida per Luchino Visconti el 1963.
- Viva L'Italia, pel·lícula dirigida per Roberto Rossellini el 1960.
- Li chiamarono... briganti!, pel·lícula històrica dirigida per Pasquale Squitieri el 1999.